# Eglė, die Königin der Nattern

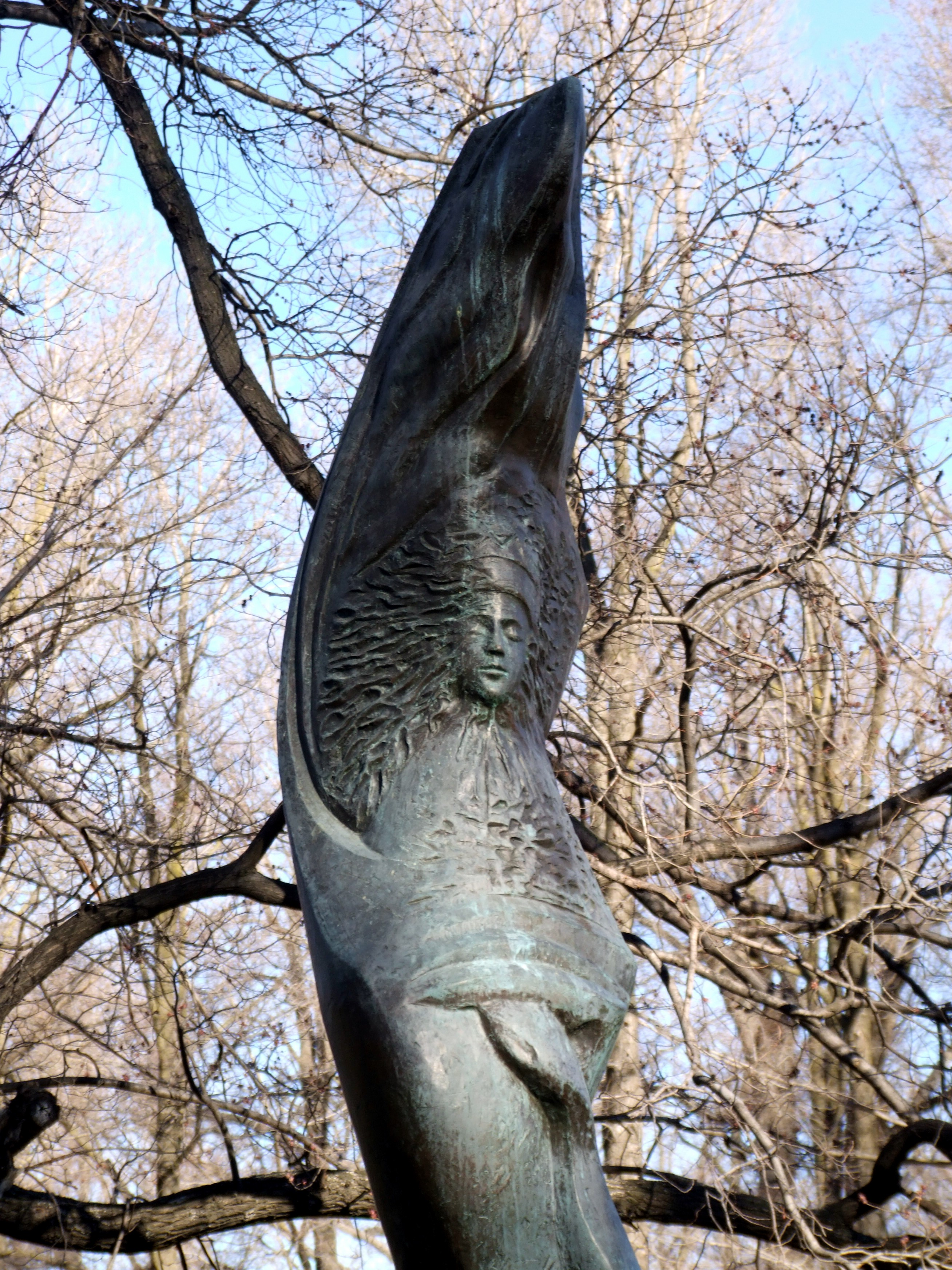
Eglė, die Königin der Nattern, Statue im Glebe Park, Canberra

Eglė, die Königin der Nattern, Skulptur im Botanischen Garten, Palanga

Eglė, die Königin der Nattern, oder Eglė, die Königin der Schlangen (litauisch Eglė žalčių karalienė), ist eine der bekanntesten litauischen Legenden und Volksmärchen. Die Geschichte ist eine der ursprünglichsten und archaischsten Erzählungen ihrer Art und vermutlich diejenige mit den vielfältigsten Anspielungen auf die litauische Mythologie. Die unterschiedlichen Versionen der Geschichte, die schriftlich gesammelt wurden, unterscheiden sich nur in Details. Ihr facettenreicher mythologischer Hintergrund hat von jeher Forscher der frühen Kultur und Mythologie der indoeuropäischen Völker angezogen. Unter den interessanten Details der Legende im Vergleich zu ähnlichen märchenhaften Erzählungen ist, dass in ihr nicht nur die permanente Verwandlung eines Menschen in ein Reptil beschrieben wird, sondern auch die permanente Verwandlung von Menschen in Bäume.
Eglė ist einerseits ein sehr populärer litauischer weiblicher Vorname, andererseits aber auch das litauische Wort für den Nadelbaum Fichte. Die Schlangen der Erzählung heißen auf Litauisch žaltys, also Ringelnatter, eine ungefährliche und an Land lebende Reptilienart, aber da sie in der Erzählung auf dem Grund der Ostsee leben, ist davon auszugehen, dass vermutlich eher mythische „Wasserschlangen“ als im konkreten Sinn biologisch klassifizierte Ringelnattern gemeint sind.

## Synopsis
Die Handlung kann in Abschnitte untergliedert werden, die jeweils anderen Erzählungen entsprechen, in ihrer Zusammenstellung sind sie jedoch einzigartig.
Eglė findet nach dem gemeinsamen Bad mit ihren Schwestern im Meer eine Schlange in ihren abgelegten Kleidern. Diese spricht mit menschlicher Stimme und gibt die Kleidung erst heraus, als Eglė ihr die Ehe verspricht. In der Folge erscheint immer wieder eine Vielzahl von Schlangen am Hof der Eltern, die die Herausgabe der Braut fordern, aber jedes Mal durch ein verkleidetes Tier (zunächst eine Gans, dann eine Ziege, schließlich eine Kuh) getäuscht werden. Beim Abzug wird der Betrug jedoch immer durch einen Kuckuck verraten, so dass die Nattern zurückkehren. Bei der dritten Rückkehr drohen sie schließlich, den Hof in Brand zu stecken, worauf die Eltern Eglė herausgeben. Die Nattern bringen Eglė ans Meer.
Dort erwartet sie die ursprüngliche Schlange in menschlicher Gestalt und offenbart sich ihr als Žilvinas, der Natternfürst. Eglė ist nun einverstanden, ihn zu heiraten und sie bekommen drei Söhne, Ąžuolas, Beržas und Uosis und eine Tochter Drebulė. Sie leben in einem Palast unter dem Meer. Schließlich ersucht Eglė ihren Mann um die Erlaubnis, ihre Eltern zu besuchen. Dieser stellt sie vor drei Aufgaben: Ein paar eiserne Schuhe abzutragen, eine endlose Docke Seide zu verspinnen und Brot zu backen, ohne ein Wassergefäß zu haben. Eglė sucht jeweils Rat von einer alten Zauberin und meistert alle Aufgaben, so dass Žilvinas sie und die Kinder ziehen lassen muss. Er gibt ihnen einen Zauberspruch, mit dem sie ihn ans Meeresufer rufen müssen, um zurückkehren zu können.
Eglės Herkunftsfamilie möchte sie aber nun daran hindern, zu ihrem Gatten zurückzukehren. Sie bedrohen die Kinder, um Žilvinas heraufbeschwören zu können und ihn zu töten. Die Söhne bleiben trotz Gewaltanwendung schweigsam, aber die Tochter verrät den Zauberspruch. Die Brüder Eglės rufen Žilvinas ans Ufer und töten ihn mit Schlägen und Sicheln. Bei der Rückkehr ans Meer zeigt sich durch den Zauber aber, dass Žilvinas getötet worden ist, worauf sich Eglė und ihre Kinder aus Trauer in Bäume verwandeln: Ąžuolas in eine Eiche, Beržas in eine Birke, Uosis in eine Esche und Drebulė in eine Espe, Eglė aber in eine gramgebeugte Fichte.